# Слатино (Дебарца)
Слатино (мкд. Слатино) је насеље у Северној Македонији, у западном делу државе. Слатино припада општини Дебарца.

## Географија
Насеље Слатино је смештено у западном делу Северне Македоније. Од најближег града, Охрида, насеље је удаљено 35 km северно.
Слатино се налази у историјској области Дебарца, која обухвата слив реке Сатеске и са изразитим планинским обележјем. Насеље је смештено у средишњем, долинском делу области. Источно од насеља се издиже Илинска планина, а југозападно се пружа поље. Надморска висина насеља је приближно 850 метара.
Клима у насељу је планинска.

## Становништво
Слатино је према последњем попису из 2002. године имало 161 становника. 
Већину становништва чине етнички Македонци (99%).
Већинска вероисповест је православље.